# East Hampton North
East Hampton North és una concentració de població designada pel cens dels Estats Units a l'estat de Nova York. Segons el cens del 2000 tenia 3.587 habitants.

## Demografia
Segons el cens del 2000, East Hampton North tenia 3.587 habitants, 1.445 habitatges, i 881 famílies. La densitat de població era de 248,2 habitants per km².
Dels 1.445 habitatges en un 27,3% hi vivien nens de menys de 18 anys, en un 44,2% hi vivien parelles casades, en un 12,2% dones solteres, i en un 39% no eren unitats familiars. En el 31,9% dels habitatges hi vivien persones soles el 16,8% de les quals corresponia a persones de 65 anys o més que vivien soles. El nombre mitjà de persones vivint en cada habitatge era de 2,47 i el nombre mitjà de persones que vivien en cada família era de 3,07.
Per edats la població es repartia de la següent manera: un 22,3% tenia menys de 18 anys, un 6,7% entre 18 i 24, un 28% entre 25 i 44, un 25,8% de 45 a 60 i un 17,2% 65 anys o més.
L'edat mediana era de 41 anys. Per cada 100 dones de 18 o més anys hi havia 90,2 homes.
La renda mediana per habitatge era de 45.347 $ i la renda mediana per família de 55.357 $. Els homes tenien una renda mediana de 38.566 $ mentre que les dones 29.750 $. La renda per capita de la població era de 25.725 $. Entorn del 10,3% de les famílies i el 12,2% de la població estaven per davall del llindar de pobresa.